# Centrale thermique de Vinnytsia
La centrale thermique de Vinnytsia est une centrale thermique dans l'Oblast de Vinnytsia en Ukraine.